# Cylindilla parallela
Cylindilla parallela är en skalbaggsart som först beskrevs av J. Linsley Gressitt 1951.  Cylindilla parallela ingår i släktet Cylindilla och familjen långhorningar. Inga underarter finns listade i Catalogue of Life.